# Anna von Boetticher
Anna von Boetticher, née en 1970 à Munich, est une athlète allemande, détentrice des records d’Allemagne de plongée en apnée, dans six de ses huit disciplines et de 34 records, dont un mondial.

## Biographie
Anna von Boetticher naît en 1970, à Munich,.
Enfant, elle est fascinée par l’eau et développe très tôt l’envie de découvrir les endroits inconnus de l’univers. Alors qu'elle a fait une croisière en Grèce sur un voilier avec sa famille, son frère jette sans le vouloir le contenu d'un seau ayant servi à la vaisselle par-dessus bord, en oubliant qu'il y a laissé les couverts. Anna von Boetticher plonge plusieurs fois à environ seize mètres de profondeur sur le fond pour les récupérer.
Elle obtient son diplôme d'études secondaires à Munich, puis étudie le théâtre, la littérature comparée et l'espagnol, avant de déplacer à Londres, afin d'étudier l'histoire de l'art, dans le cadre de société de vente aux enchères Christie's. Elle travaille ensuite dans une galerie londonienne, avant de s'installer à Berlin, en 2006, où elle ouvre une librairie. Parallèlement à son travail, elle suit une formation pour devenir monitrice de plongée.

## Carrière sportive
Dès l'âge de dix-sept ans, Anna von Boetticher suit des cours de plongée sous-marine. En 2007, elle découvre la plongée en apnée, lors d'un atelier organisé durant un week-end dans une base marine située en Angleterre. Elle prolonge cette expérience en avril 2007, lors d'un cours de vacances à Dahab, en Égypte. En six mois, elle établit trois records allemands, celui du Poids constant avec palmes (CWT : Constant weight with fins), du Poids constant sans palmes (CNF : Constant weight no fins) et en celui d'Immersion libre (FIM : Free immersion). La même année, elle obtient la médaille de bronze dans la discipline du Poids constant sans palmes, lors de la quatrième édition de la Coupe du monde individuelle en profondeur, organisée à Charm el-Cheikh, par l'Association internationale pour le développement de l'apnée (AIDA).
Le 21 août 2009, à Aarhus, elle établit l'actuel record d'Allemagne dans la catégorie Statique (STA), avec 6,12 minutes d'apnée.
En octobre 2010, lors de la troisième édition de la Coupe de la Méditerranée d'apnée, Anna von Boetticher est la première femme allemande à atteindre la barre des cent mètres de profondeur, dans la discipline des Poids variables (VWT).
Après avoir établi un nouveau record du monde, en juin 2011, dans la discipline Tandem No Limits (125 mètres), avec son entraîneur et partenaire de plongée Andrea Zuccari, elle tente le mois suivant, à Charm el-Cheikh, de battre le record du monde existant en Poids variable (VWT) qui est alors de 126 mètres. Elle descend à 130 mètres et s'évanouit lors de la remontée, à une profondeur de trente mètres de la surface, victime d’un lung squeeze, un barotraumatisme pulmonaire lors duquel du sang pénètre dans les poumons. Quelques jours plus tard, elle se reprend néanmoins la plongée.
En septembre 2011, lors du Championnat du monde individuel de profondeur AIDA, organisé à Kalamata, elle remporte à nouveau la médaille de bronze dans la catégorie Immersion libre (FIM), établissant un nouveau record d'Allemagne, avec 71 mètres.
Douze jours avant le Championnat du monde individuel de profondeur AIDA organisé en septembre 2013, après avoir été victime d'une coupure au pied, elle concourt en immersion libre (FIM) sans entraînement et remporte pour la troisième fois la médaille de bronze, avec 73 mètres. Elle se place en cinquième position ans la catégorie Poids constant avec palmes (CWT), avec 81 mètres, et établit son propre record d'Allemagne.
En 2020, Anna von Boetticher détient les records d'Allemagne dans six des huit disciplines de plongée en apnée (en piscine et en mer) et de 34 records, dont un mondial. Pour elle, « plonger, c’est se confronter aux extrêmes, à la nature, explorer ses limites physiques et mentales, en visitant des sphères où le temps est comme dilaté et où rode la mort ». Lorsqu'elle plonge dans les profondeurs de l’océan, elle ferme les yeux jusqu’au moment où elle atteint le fond. Elle décrit le moment où elle les ouvre comme « une expérience particulière pendant laquelle elle perçoit les couleurs et la lumière de son environnement de manière unique ».

## Formatrice dans les forces armées allemandes
En 2015, la Bundeswehr la sollicite pour contribuer à la formation de ses nageurs de combat et des plongeurs démineurs,, notamment dans le cadre de l'École des opérations navales de Bremerhaven. Forte de son expérience, elle entraîne les soldats de la Deutsche Marine à reconnaître les signes d'évanouissement lors des plongées en apnée. Elle enseigne également la plongée sous-marine, utilisée dans le cadre de sauvetage de sous-marins et d'autres domaines de la plongée de la marine et tire une grande partie de ses revenus de ces missions.

## Tournage
En 2010, lors du tournage du film Das Mädchen auf dem Meeresgrund, consacré au pionnier de la plongée Hans Hass, l'actrice Yvonne Catterfeld est doublée par Anna von Boetticher dans les scènes de cascades sous-marines.

## Publications
- (de) Anna von Boetticher, In die Tiefe: Wie ich meine Grenzen suchte und Chancen fand, Berlin, Ullstein Verlag, 2019 (ISBN 978-3-864-93070-6)